# Stadtarchiv Bad Kissingen

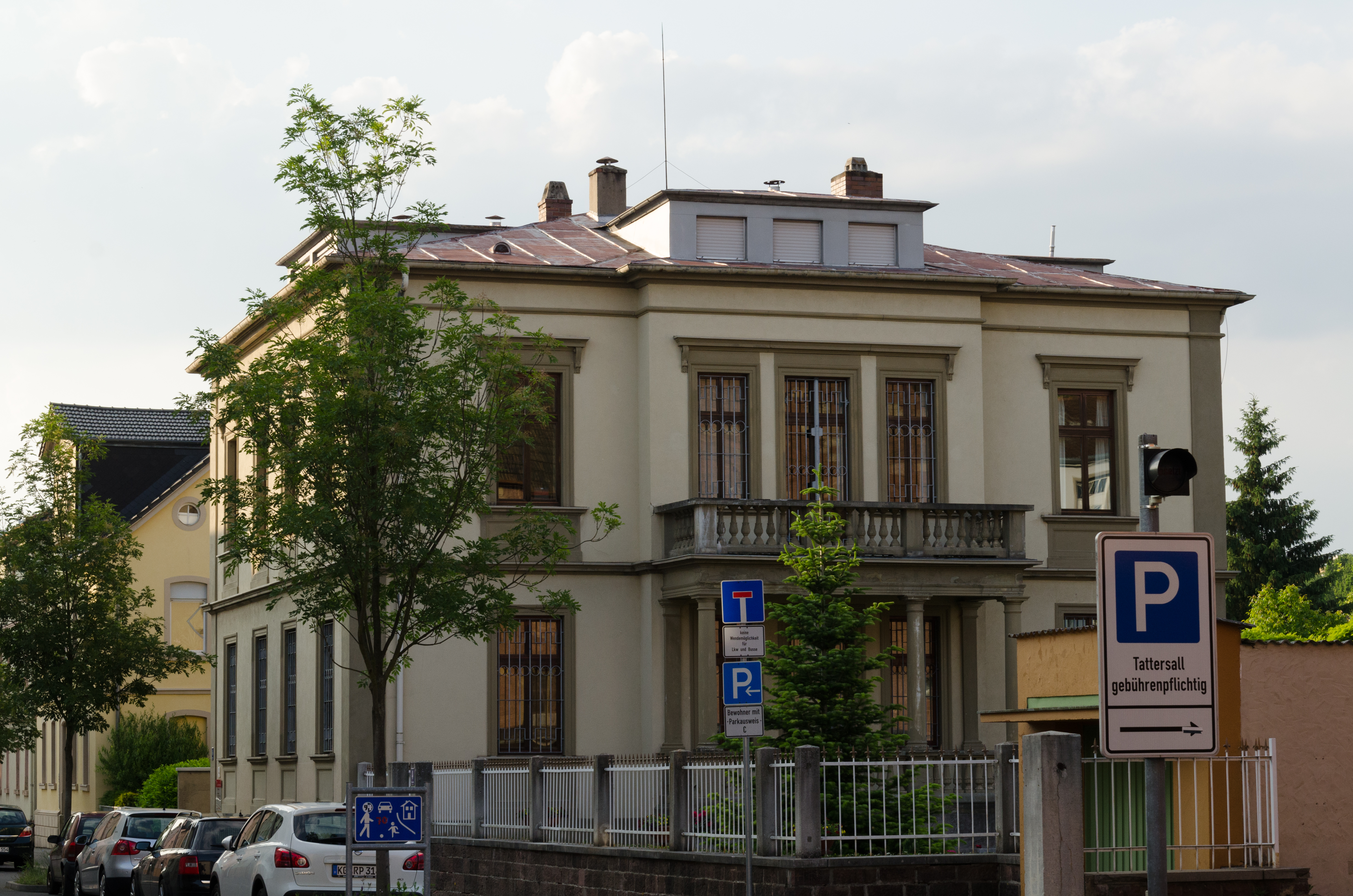
Stadtarchiv Bad Kissingen

Das Stadtarchiv der Großen Kreisstadt Bad Kissingen in Unterfranken ist in der unter Denkmalschutz stehenden Villa Bringfriede, Promenadestraße 6, untergebracht.

## Geschichte
Die Villa Bringfriede entstand in den Jahren 1877–1878 als zweigeschossiger kubischer Bau mit flachem Walmdach. Mit der zurückhaltenden Gliederung der Neurenaissance und Elementen des Klassizismus ist das Gebäude – wie zum Beispiel auch das Haus Prinzregentenstraße 20 – im Stil der klassizisierenden Neurenaissance gestaltet. An der Gartenseite befindet sich ein Mittelrisalit mit einem von Säulen in Toskanischer Ordnung getragenen Balkon.
Seit dem Jahr 1992 sind in der Villa Bringfriede das Bad Kissinger Stadtarchiv und das Referat IV-2 Archiv, Kultur und Bildung untergebracht. Die verfügbare Archivfläche von 140 m² bietet dank der platzsparenden Schieberegalanlagen eine Lagerkapazität 1.400 Regalmetern.
Das Bauwerk gehört zu den Bad Kissinger Baudenkmälern und ist unter der Nummer D-6-72-114-330 in der Bayerischen Denkmalliste eingetragen.

## Leitung
- bis ca. 1990: Walter Mahr (ehrenamtlicher Stadtarchivar, † 2008)
- Seit 1996: Peter Weidisch (Kulturreferent der Stadt Bad Kissingen)

## Veröffentlichungen
Bad Kissinger Archiv-Schriften

- Peter Weidisch (Hrsg.): Otto von Botenlauben – Minnesänger, Kreuzfahrer, Klostergründer. (= Bad Kissinger Archiv-Schriften. Band 1). Schöningh, Würzburg 1994, ISBN 3-87717-703-4.
- Thomas Brechenmacher: „In dieser Stunde der Kirchehe“ – Zum 100. Geburtstag von Julius Kardinal Döpfner. (= Bad Kissinger Archiv-Schriften. Band 2). Schöningh, Würzburg 2013, ISBN 978-3-87717-853-9.
- Peter Weidisch (Hrsg.): Das Rathaus in Bad Kissingen. Johann Dientzenhofers Planung zum Heußleinschen Schloss. (= Bad Kissinger Archiv-Schriften. Band 3). Imhof, Petersberg 2015, ISBN 978-3-86568-674-9.

Materialien zur Geschichte der Stadt Bad Kissingen

- Gerhard Wulz: Der Kapellenfriedhof in Bad Kissingen. Ein Führer mit Kurzbiographien. Stadt Bad Kissingen, Bad Kissingen 2001, ISBN 3-934912-04-4 (2. erweiterte und überarbeitete Ausgabe: Bad Kissingen 2019, ISBN 978-3-934912-24-3).
- Hans-Jürgen Beck, Rudolf Walter: Jüdisches Leben Leben in Bad Kissingen. (= Ein didaktisches Konzept für Ausstellung und Exkursion, Lehrerhandreichung zur gleichnamigen Dauerausstellung). Stadt Bad Kissingen, Bad Kissingen 2001, ISBN 3-934912-02-8.
- Hans-Jürgen Beck: Der Glanz der Thora. Zeugnisse jüdischen Lebens in Franken. (= Führer durch die gleichnamige Sonderausstellung im Bad Kissingener Bismarck-Museum 2004/2005). Stadt Bad Kissingen, Bad Kissingen 2004, ISBN 3-934912-06-0.
- Theresa Zwanzig: Salz und Salzgewinnung. (= Lehrerhandreichung und Arbeitsmaterial für Schüler). Stadt Bad Kissingen, Bad Kissingen 2006, ISBN 3-934912-07-9.

Sonderpublikationen

- Michael Koch, Peter Weidisch (Hrsg.): Theodor Heiden. Königlich bayerischer Hofgoldschmied. (= Sonderpublikationen des Stadtarchivs Bad Kissingen. Band 1). Schöningh, Würzburg 1997, ISBN 3-97717-704-2 (falsch), ISBN 3-87717-704-2 (korrekt).
- Peter Weidisch (Hrsg.): Albert Helm, 1901–1979. Eine Retrospektive. (= Sonderpublikationen des Stadtarchivs Bad Kissingen. Band 2). Stadt Bad Kissingen, Bad Kissingen 2000, ISBN 3-934912-00-1.
- Thomas Ahnert, Peter Weidisch (Hrsg.): 1200 Jahre Bad Kissingen. Facetten einer Stadtgeschichte 801–2001. (= Sonderpublikationen des Stadtarchivs Bad Kissingen. Band 3). T. A. Schachenmayer, Bad Kissingen 2001, ISBN 3-929278-16-2.
- Gerhard Wulz: Der Schönheit verbunden. Bader, Barbiere und Friseure. Gedichte und Geschichten rund um das Haar, rund um die Schönheit- und Körperpflege. (= Sonderpublikationen des Stadtarchivs Bad Kissingen. Band 4). Verlag Michael Imhof, Petersberg 2003, ISBN 3-935590-88-1.
- Ingrid Buresch: Liebling der Frauen. Die Tasche im Wandel der Zeit. (= Sonderpublikationen des Stadtarchivs Bad Kissingen. Band 5). Verlag Michael Imhof, Petersberg 2008, ISBN 978-3-86568-429-5.
- Andreas Bode, Georg Drescher, Uwe Müller, Hilla Schütze, Peter Weidisch: Neuer Korb voll Allerlei. Bücher für Kinder – Ein Gang durch sechs Jahrhunderte. (= Sonderpublikationen des Stadtarchivs Bad Kissingen. Band 6). Verlag Ph. C. W. Schmidt, Neustadt an der Aisch 2009, ISBN 978-3-87707-751-1.
- Cornelia Oelwein: Max Littmann (1862–1931). Architekt – Baukünstler – Unternehmer. (= Sonderpublikationen des Stadtarchivs Bad Kissingen. Band 7). Verlag Michael Imhof, Petersberg 2013, ISBN 978-3-86568-923-8.
- Peter Weidisch (Hrsg.): Bad Kissingen. (= Sonderpublikationen des Stadtarchivs Bad Kissingen. Band 8). Schöningh, Würzburg 2013, ISBN 978-3-87717-850-8.
- Fred Kaspar: Der Kurgarten. Ein historischer Überblick. (= Sonderpublikationen des Stadtarchivs Bad Kissingen. Band 9). Verlag Michael Imhof, Petersberg 2016, ISBN 978-3-7319-0370-3.
- Fred Kaspar, Birgit Schmalz, Christian Schmidt, Peter Weidisch: Das Königliche Logierhaus in Bad Kissingen. Zur Geschichte, Nutzung und Bedeutung eines einzigartigen Kurgebäudes. (= Sonderpublikationen des Stadtarchivs Bad Kissingen. Band 10). Verlag Michael Imhof, Petersberg 2016, ISBN 978-3-7319-0422-9.
- Peter Weidisch, Fred Kaspar (Hrsg.): Kurort und Modernität. (= Sonderpublikationen des Stadtarchivs Bad Kissingen. Band 11). Schöningh, Würzburg 2017, ISBN 978-3-87717-859-1.